# Historique du LOSC Lille en Coupe de France
Cette page présente l'historique saison par saison du LOSC en Coupe de France.

## Formule match unique sur terrain neutre
| Saison    | 32e de finale                                        | 16e de finale             | 8e de finale                | Quart de finale    | Demi-finale            | Finale / (Vainqueur)  |
| --------- | ---------------------------------------------------- | ------------------------- | --------------------------- | ------------------ | ---------------------- | --------------------- |
| 1944/1945 | Olympique Saint-Quentin (D3)                         | Stade français (D1)       | Stade rennais (D1)          | Lyon (D1)          | Toulouse FC (D1)       | (RC Paris) (D1)       |
| 1945/1946 | AS Raismes (D3)                                      | FC Nancy (D2)             | FC Rouen (D1)               | RC Paris (D1)      | Stade clermontois (D2) | fin : Red Star (D1)   |
| 1946/1947 | OGC Nice (D2)                                        | Saint-Étienne (D1)        | FC Sochaux (D2)             | FC Metz (D1)       | Bordeaux (D1)          | fin : RC Strasbourg   |
| 1947/1948 | Montluçon (DH)                                       | Saint-Quentin (CFA)       | SCO Angers (D2)             | RC Paris (D1)      | FC Nancy (D1)          | fin : RC Lens (D2)    |
| 1948/1949 | RC Lens (D2)                                         | UA Sedan (PH)             | FC Rouen (D2)               | OGC Nice (D1)      | Stade français (D1)    | (RC Paris) (D1)       |
| 1949/1950 | Saint-Étienne (D1)                                   | US Nœux-les-Mines (CFA)   | AS Béziers (D2)             | RC Paris (D1)      |                        | (Reims)               |
| 1950/1951 | US quevillaise (CFA)                                 | FC Sochaux (D1)           | US Valenciennes Anzin (D2)  |                    |                        | (Strasbourg)          |
| 1951/1952 | US Le Mans (D2)                                      | CO Roubaix-Tourcoing (D1) | Olympique de Marseille (D1) | AS Monaco (D2)     | Bordeaux (D1)          | (Nice)                |
| 1952/1953 | Roche-la-Molière (CFA)                               | SCO Angers (D2)           | Stade Pontivy (DH)          | OGC Nice (D1)      | Saint-Étienne (D1)     | (fin : FC Nancy) (D1) |
| 1953/1954 | CO Roubaix-Tourcoing (D1)                            | US quevillaise (CFA)      | FC Rouen (D2)               |                    |                        | (Nice)                |
| 1954/1955 | FC Nantes (D2)                                       | FC Grenoble (D2)          | Stade de Reims (D1)         | Toulouse FC (D1)   | RC Strasbourg (D1)     | (fin : Bordeaux) (D1) |
| 1955/1956 | CO Roubaix-Tourcoing (D2)                            | Saint-Étienne (D1)        |                             |                    |                        | (Sedan)               |
| 1956/1957 | Entrée en lice antérieure CSP Rehon (CFA)            | RC Strasbourg (D1)        | Scu El-Biar (DH)            | OGC Nice (D1)      |                        | (Toulouse)            |
| 1957/1958 | US quevillaise (CFA)                                 | Olympique lyonnais (D1)   |                             |                    |                        | (Reims)               |
| 1958/1959 | US Fécamp (DH)                                       | FC Metz (D2)              |                             |                    |                        | (Le Havre)            |
| 1959/1960 | Entrée en lice antérieure US Valenciennes Anzin (D1) | SC Toulon (D1)            | AS gardannais (PHB)         | Saint-Étienne (D1) |                        | (Monaco)              |
| 1960/1961 | Entrée en lice antérieure Corbeil-Essonnes (CFA)     | FC Nancy (D1)             |                             |                    |                        | (Sedan)               |
| 1961/1962 | Entrée en lice antérieure FC Grenoble (D2)           |                           |                             |                    |                        | (Saint-Étienne)       |
| 1962/1963 | Entrée en lice antérieure RC Lens (D1)               |                           |                             |                    |                        | (Monaco)              |
| 1963/1964 | Entrée en lice antérieure Aulnoye (CFA)              | Stade de Reims (D1)       |                             |                    |                        | (Lyon)                |
| 1964/1965 | Beauvais (DH)                                        | FC Nantes (D1)            |                             |                    |                        | (Rennes)              |
| 1965/1966 | RC Lens (D1)                                         | Limoges (D2)              | Cherbourg (D2)              |                    |                        | (Strasbourg)          |
| 1966/1967 | Besançon (D2)                                        | Paris (CFA)               | Angers (D1)                 |                    |                        | (Lyon)                |
| 1967/1968 | Dunkerque (D2)                                       |                           |                             |                    |                        | (Saint-Étienne)       |
| 1968/1969 | Entrée en lice antérieure Quevilly (CFA)             | RC Strasbourg (D1)        |                             |                    |                        | (OM)                  |

## Formule match aller/retour
| Saison    | 32e de finale                                | 16e de finale      | 8e de finale     | Quart de finale    | Demi-finale | Finale / (Vainqueur) |
| --------- | -------------------------------------------- | ------------------ | ---------------- | ------------------ | ----------- | -------------------- |
| 1969/1970 | Entrée en lice antérieure Paris-Neuilly (D2) |                    |                  |                    |             | (Saint-Étienne)      |
| 1970/1971 | Entrée en lice antérieure SCO Angers (D1)    | Saint-Étienne      |                  |                    |             | (Rennes)             |
| 1971/1972 | FC Nantes (D1)                               |                    |                  |                    |             | (Marseille)          |
| 1972/1973 | Entrée en lice antérieure RC Lens (D2)       | Poitiers (D2)      | Marseille (D1)   |                    |             | (Lyon)               |
| 1973/1974 | Entrée en lice antérieure Aulnoye (D3)       | FC Sochaux (D1)    |                  |                    |             | (Saint-Étienne)      |
| 1974/1975 | Hazebrouck (D2)                              | Paris FC (D2)      | Marseille (D1)   |                    |             | (Saint-Étienne)      |
| 1975/1976 | Malakoff (D2)                                | EA Guingamp (DH)   | Lyon (D1)        |                    |             | (OM)                 |
| 1976/1977 | Dunkerque (D2)                               | RC Strasbourg (D1) |                  |                    |             | (Saint-Étienne)      |
| 1977/1978 | Entrée en lice antérieure Cayenne (DH)       | Saint-Dié (D2)     | AS Monaco (D1)   |                    |             | (Nancy)              |
| 1978/1979 | Calais RUFC (D3)                             | Amiens SC (D2)     | AS Monaco (D1)   | AJ Auxerre (D1)    |             | (Nantes)             |
| 1979/1980 | Ajaccio (D2)                                 | FC Nantes (D1)     | AS Monaco (D1)   |                    |             | (Monaco)             |
| 1980/1981 | Calais RUFC (D3)                             | Thonon (D2)        | Châteauroux (D2) | RC Lens (D1)       |             | (Bastia)             |
| 1981/1982 | Lisieux (D3)                                 |                    |                  |                    |             | (PSG)                |
| 1982/1983 | Hazebrouck (D3)                              | Bastia (D1)        | Martigues (D2)   | Rouen (D1)         | Nantes (D1) | (PSG)                |
| 1983/1984 | Caen (D3)                                    |                    |                  |                    |             | (FC Metz)            |
| 1984/1985 | Laval (D1)                                   | Bordeaux (D1)      | FC Rouen (D3)    | Saint-Étienne (D1) | Monaco (D1) | (Monaco)             |
| 1985/1986 | Melun (D3)                                   | Brest (D1)         |                  |                    |             | (Bordeaux)           |
| 1986/1987 | Red Star 93 (D2)                             | SC Bastia (D2)     | AJ Auxerre (D1)  | Bordeaux (D1)      |             | (Bordeaux)           |
| 1987/1988 | Brest (D1)                                   | SC Abbeville (D2)  | AJ Auxerre (D1)  | OGC Nice (D1)      |             | (FC Metz)            |
| 1988/1989 | RC Strasbourg                                | FC Rouen           | FC Mulhouse      |                    |             | (OM)                 |

## Formule match unique
| Saison    | 32e de finale                               | 16e de finale                 | 8e de finale               | Quart de finale          | Demi-finale         | Finale / (Vainqueur) |
| --------- | ------------------------------------------- | ----------------------------- | -------------------------- | ------------------------ | ------------------- | -------------------- |
| 1989/1990 | DOM : stade de Reims                        | DOM : AS Nancy                | DOM : AS Cannes            |                          |                     | (Montpellier)        |
| 1990/1991 | DOM : SAS Epinal                            | DOM : AS Monaco (L1)          |                            |                          |                     | (Monaco)             |
| 1991/1992 | EXT : US Valenciennes Anzin                 |                               |                            |                          |                     | (Annulé)             |
| 1992-1993 | EXT : FC Rouen                              |                               |                            |                          |                     | (PSG)                |
| 1993/1994 | DOM : Rennes                                |                               |                            |                          |                     | (Auxerre)            |
| 1994/1995 | EXT : FC Sète                               | EXT : RC Strasbourg           |                            |                          |                     | (PSG)                |
| 1995/1996 | EXT : FC Saint-Leu                          | EXT : AS Nancy                | DOM : AS Monaco            | EXT : Marseille          |                     | (Auxerre)            |
| 1996/1997 | EXT : OM                                    | DOM : Olympique lyonnais      | DOM : Montpellier HSC      |                          |                     | (Nice)               |
| 1997/1998 | Entrée en lice antérieure Non qualifié      |                               |                            |                          |                     | (PSG)                |
| 1998/1999 | Entrée en lice antérieure EXT : SU Dives    | EXT : Boulogne                | EXT : En Avant de Guingamp |                          |                     | (Nantes)             |
| 1999/2000 | Entrée en lice antérieure EXT : Calais RUFC |                               |                            |                          |                     | (Nantes)             |
| 2000/2001 | EXT : AJ Auxerre (L1)                       |                               |                            |                          |                     | (Strasbourg)         |
| 2001/2002 | EXT : Libourne-Saint-Seurin (CFA)           |                               |                            |                          |                     | (Lorient)            |
| 2002/2003 | EXT : Stade quimpérois (DH)                 | EXT : RCO Agde (CFA)          | EXT : FC Lorient (L2)      |                          |                     | (Auxerre)            |
| 2003/2004 | EXT : AS Nancy (L2)                         |                               |                            |                          |                     | (PSG)                |
| 2004/2005 | DOM : Le Mans (L2)                          | DOM : RC Lens (L1)            | DOM : Grenoble (L2)        |                          |                     | (Auxerre)            |
| 2005/2006 | EXT : Saint-Étienne (L1)                    | EXT : FC Lorient (L2)         | EXT : AS Vitré (CFA)       | EXT : PSG (L1)           |                     | (PSG)                |
| 2006/2007 | EXT : FC Metz (L2)                          | EXT : RC Strasbourg (L2)      | EXT : FC Nantes (L1)       |                          |                     | (Sochaux)            |
| 2007/2008 | EXT : SC Avion (DH)                         | EXT : AS Lyon-Duchère (CFA 2) | EXT : Bordeaux (L1)        |                          |                     | (Lyon)               |
| 2008/2009 | EXT : Sainte Geneviève (CFA)                | EXT : USL Dunkerque (CFA)     | DOM : Lyon (L1)            | EXT : Toulouse FC (L1)   |                     | (Guingamp)           |
| 2009/2010 | EXT : Colmar S.R. (CFA)                     |                               |                            |                          |                     | (PSG)                |
| 2010/2011 | EXT : US Forbach (CFA 2)                    | DOM : ES Wasquehal (CFA 2)    | DOM : FC Nantes (L2)       | DOM : FC Lorient (L1)    | EXT : OGC Nice (L1) | fin PSG (L1)         |
| 2011/2012 | EXT : US Chantilly (DH)                     | EXT : AFC Compiègne (CFA)     | EXT : Valenciennes FC (L1) |                          |                     | (Lyon)               |
| 2012/2013 | DOM : Nîmes (L2)                            | EXT : Plabennec (CFA)         | EXT : ASSE (L1)            |                          |                     | (Bordeaux)           |
| 2013/2014 | EXT : AC Amiens (CFA)                       | EXT : IC Croix (CFA 2)        | DOM : SM Caen (L2)         | EXT : Stade Rennais (L1) |                     | (EA Guingamp)        |
| 2014/2015 | EXT : SC Bastia (L1)                        |                               |                            |                          |                     | (PSG)                |
| 2015/2016 | EXT : AC Amiens (CFA)                       | EXT : Trélissac FC (CFA)      |                            |                          |                     | (PSG)                |
| 2016/2017 | DOM : AS Saint-Joseph (DOM)                 | DOM : FC Nantes (L1)          | EXT : FC Bergerac (CFA)    | EXT : AS Monaco (L1)     |                     | (PSG)                |
| 2017/2018 | EXT : Le Mans FC (N2)                       | EXT : RC Strasbourg (L1)      |                            |                          |                     | (PSG)                |
| 2018/2019 | DOM : Sochaux (L2)                          | EXT : FC Sète 34 (N2)         | EXT : Stade rennais (L1)   |                          |                     | (Stade rennais)      |
| 2019/2020 | EXT : US Raon (N3)                          | EXT : ESM Gonfreville (N3)    | EXT : SAS Épinal (N2)      |                          |                     | (PSG)                |
| 2020/2021 | EXT : Dijon FCO (L1)                        | EXT : GFC Ajaccio (N2)        | EXT : Paris SG (L1)        |                          |                     | (PSG)                |
| 2021/2022 | DOM : AJ Auxerre (L2)                       | EXT : RC Lens (L1)            |                            |                          |                     | (FC Nantes)          |
| 2022/2023 | DOM : ESTAC Troyes (L1)                     | DOM :Pau FC (L2)              | EXT :Lyon (L1)             |                          |                     | (Toulouse FC)        |
| 2023/2024 | DOM : Golden Lion (R1)                      | EXT : Racing CFF (N2)         | EXT : Lyon (L1)            |                          |                     | (PSG)                |
| 2024/2025 | EXT : FC Rouen (N1)                         | EXT : Marseille (L1)          | DOM : USL Dunkerque (L2)   |                          |                     |                      |
| 2025/2026 |                                             |                               |                            |                          |                     |                      |